# Самарканд (телесериал)
«Самарка́нд» (араб. سمرقند‎; англ. Samarqand) — исторический телесериал производства ОАЭ в жанре драмы на арабском языке, снятый на основе романа «Самарканд» ливанского писателя Амина Маалуфа.
Премьера сериала состоялась 5 и 6 июня 2016 года на телеканалах ряда стран Арабского мира, в том числе на популярном во всём Арабском мире телеканале MBC 1. Премьера специально состоялась в начале священного для мусульман месяца Рамадан. Сериал за короткие сроки набрал зрителей и поклонников, в том числе благодаря участию известных актёров и актрис из ряда арабских стран. Ряд кинокритиков и зрителей назвали сериал арабским «Великолепным веком».
Режиссёром сериала является иорданец Ияд аль-Хузуз. В главных ролях снялись сирийцы Абед Фахад и Яра Сабри, ливанец Юсуф аль-Халь, иорданцы Рашид Малхас и Акиф Наджм, марокканка Майсса Магреби, алжирка Амель Бачуча и бахрейнка Шима Себат.
События сериала разворачиваются в период исламского расцвета в Иране и Мавераннахре. Среди персонажей присутствует ряд известных исторических личностей, например Омар Хайям. Сюжет, в частности, посвящен событиям во дворце правителя, интригам в его гареме и другим околодворцовым событиям.